# Lepthyphantes biseriatus infans
Lepthyphantes biseriatus là một loài nhện trong họ Linyphiidae.
Loài này thuộc chi Lepthyphantes. Lepthyphantes biseriatus infans được Eugène Simon & Jean-Louis Fage miêu tả năm 1922.